# CAF Champions League 2010
De CAF Champions League 2010 was de 14e editie van dit voetbaltoernooi. De titelhouder TP Mazembe uit Congo prolongeerde zijn titel door in de finale Espérance Sportive de Tunis met 6-1 over twee wedstrijden te verslaan en hierdoor zal TP Mazembe deelnemen aan het Wereldkampioenschap voetbal voor clubs 2010 in de Verenigde Arabische Emiraten

## Voorronde
De heenwedstrijden werden op 12, 13 en 14 februari gespeeld, de terugwedstrijden op 26, 27 en 28 februari.
| Team #1                     | Uitslag | Team #2                     | 1e wed | 2e wed |
| --------------------------- | ------- | --------------------------- | ------ | ------ |
| APR FC                      | 3-2     | CRD Libolo                  | 2-2    | 1-0    |
| Djoliba AC                  | 1-0     | Al Ahly Benghazi            | 1-0    | 0-0    |
| ASC Linguère                | 6-2     | Asante Kotoko               | 2-0    | 4-2    |
| Sofapaka FC                 | 0-2     | Ismaily SC                  | 0-0    | 0-2    |
| US Stade Tamponnaise        | 5-2     | Ajesaia                     | 2-1    | 3-1    |
| Fello Star Labé             | 2-4     | Raja Casablanca             | 1-3    | 1-1    |
| Sony Elá Nguema             | 3-9     | Atlético Petróleos Luanda   | 2-3    | 1-6    |
| Sahel SC                    | 2-2 (u) | Club Africain Tunis         | 2-1    | 0-1    |
| FC Armed Forces             | 1-5     | Jeunesse Sportive Kabylie   | 1-2    | 0-3    |
| Gazelle FC                  | 3-2     | Bayelsa United FC           | 1-0    | 2-2    |
| Saint-George SA             | 2-4     | Al-Merreikh Omdurman        | 1-1    | 1-3    |
| East End Lions              | 4-5     | Espérance Sportive de Tunis | 2-2    | 2-3    |
| AS Stade Mandji             | 1-6     | ASFA-Yennenga               | 0-2    | 1-4    |
| La Passe FC                 | 2-3     | Curepipe Starlight          | 1-0    | 1-3    |
| Gaborone United             | 2-2 (u) | Orlando Pirates             | 0-0    | 2-2    |
| Young Africans FC           | 2-4     | FC Saint Eloi Lupopo        | 2-3    | 0-1    |
| Mafunzo FC                  | 1-6     | Gunners FC                  | 1-2    | 0-4    |
| AS Tempête Mocaf            | 1-8     | Al Ittihad Tripoli          | 1-2    | 0-6    |
| OS Balantas Mansôa          | 0-3     | Difaa El Jadida             | 0-0    | 0-3    |
| Uganda Revenue Authority SC | 1-4     | Zanaco FC                   | 1-0    | 0-4    |
| Diables Noirs               | 3-4     | ES Sétif                    | 3-2    | 0-2    |
| Vital'O                     | 5-7     | Tiko United                 | 2-2    | 3-5    |
| Mbabane Swallows            | 3-5     | Supersport United           | 1-3    | 2-2    |
| Apaches Club de Mitsamiouli | 4-9     | Clube Ferroviário de Maputo | 3-5    | 1-4    |
| -*                          | -       | Africa Sports National      | -      | -      |
| -*                          | -       | Union Douala                | -      | -      |

* De clubs uit Benin en Sao Tomé en Principe trokken zich terug voor deelname.
Zes teams kregen vrije doorgang naar de volgende ronde: Al-Ahly (Egypte), ASEC Mimosas (Ivoorkust), Heartland FC (Nigeria), TP Mazembe (Congo), Al-Hilal Omdurman (Soedan) en Dynamos Harare (Zimbabwe).

## Eerste Ronde
De heenwedstrijden werden op 19, 20 en 21 maart gespeeld, de terugwedstrijden op 2, 3 en 4 april.
| Team #1                     | Uitslag      | Team #2                     | 1e wed | 2e wed |
| --------------------------- | ------------ | --------------------------- | ------ | ------ |
| APR FC                      | 1-2          | TP Mazembe                  | 1-0    | 1-1    |
| Djoliba AC                  | 1-1 ns (4-3) | ASC Linguère                | 1-0    | 0-1    |
| Ismaily SC                  | 3-2          | US Stade Tamponnaise        | 3-1    | 0-1    |
| Africa Sports National      | 1-4          | Al-Hilal Omdurman           | 0-0    | 1-4    |
| Raja Casablanca             | 1-2          | Atlético Petróleos Luanda   | 1-1    | 0-1    |
| Club Africain Tunis         | 1-2          | Jeunesse Sportive Kabylie   | 1-1    | 0-1    |
| Gazelle FC                  | 1-3          | Al-Merreikh Omdurman        | 1-1    | 0-2    |
| Espérance Sportive de Tunis | 7-2          | ASFA-Yennenga               | 4-1    | 3-1    |
| Curepipe Starlight          | 0-6          | Gaborone United             | 0-3    | 0-3    |
| FC Saint Eloi Lupopo        | 0-2          | Dynamos Harare              | 0-1    | 0-1    |
| Gunners FC                  | 1-2          | Al-Ahly                     | 1-0    | 1-1    |
| Al Ittihad Tripoli          | 2-2 ns (4-3) | Difaa El Jadida             | 1-1    | 1-1    |
| Zanaco FC                   | 2-1          | ASEC Mimosas                | 1-0    | 1-1    |
| Union Douala                | 0-7          | ES Sétif                    | 0-2    | 0-5    |
| Tiko United                 | 3-3 (u)      | Heartland FC                | 2-2    | 1-1    |
| Supersport United           | 3-2          | Clube Ferroviário de Maputo | 3-0    | 0-2    |

## Tweede Ronde
De heenwedstrijden werden op 23, 24 en 25 april gespeeld, de terugwedstrijden op 8 en 9 mei.
| Team 1                      | Tot. | Team 2                    | 1e wedstr. | 2e wedstr. |
| --------------------------- | ---- | ------------------------- | ---------- | ---------- |
| Djoliba AC                  | 0-4  | TP Mazembe                | 0-1        | 0-3        |
| Al-Hilal Omdurman           | 1-4  | Ismaily SC                | 0-1        | 0-3        |
| JS Kabylie                  | 3-2  | Atlético Petróleos Luanda | 2-0        | 1-2        |
| Espérance Sportive de Tunis | 4-1  | Al-Merreikh Omdurman      | 3-0        | 1-1        |
| Dynamos Harare              | 4-2  | Gaborone United           | 4-1        | 0-1        |
| Al Ittihad Tripoli          | 2-3  | Al-Ahly                   | 2-0        | 0-3        |
| ES Sétif                    | 3-2  | Zanaco FC                 | 1-0        | 2-2        |
| Supersport United           | 2-4  | Heartland FC              | 1-1        | 1-3        |

De verliezers plaatsten zich voor de CAF Confederation Cup 2010

## Groepsfase
De acht winnaars van de tweede ronde werden in twee groepen van vier teams ingedeeld. De loting voor de groepsfase vond op 13 mei plaats in het hoofdkwartier van de CAF in Caïro.
De zes wedstrijden werden van 16-18 juli, 30 juli-1 augustus, 13-15 augustus, 27-29 augustus, 10-12 september en 17-19 september gespeeld.

### Groep A
| Team                        | AW | W | G | V | PNT | DV | DT | DS |
| --------------------------- | -- | - | - | - | --- | -- | -- | -- |
| Espérance Sportive de Tunis | 6  | 4 | 1 | 1 | 13  | 9  | 4  | +5 |
| TP Mazembe                  | 6  | 3 | 2 | 1 | 11  | 8  | 7  | +1 |
| ES Sétif                    | 6  | 1 | 3 | 2 | 6   | 7  | 6  | +1 |
| Dynamos Harare              | 6  | 1 | 0 | 5 | 3   | 2  | 9  | −7 |

| Clubs                       | DYN | ESS | ESP | TPM |
| --------------------------- | --- | --- | --- | --- |
| Dynamos Harare              |     | 1-0 | 0-1 | 0-2 |
| ES Sétif                    | 3-0 |     | 0-1 | 0-0 |
| Espérance Sportive de Tunis | 1-0 | 2-2 |     | 3-0 |
| TP Mazembe                  | 2-1 | 2-2 | 2-1 |     |

### Groep B
| Team         | AW | W | G | V | PNT | DV | DT | DS |
| ------------ | -- | - | - | - | --- | -- | -- | -- |
| JS Kabylie   | 6  | 4 | 2 | 0 | 14  | 6  | 2  | +4 |
| Al-Ahly      | 6  | 2 | 2 | 2 | 8   | 8  | 9  | −1 |
| Ismaily SC   | 6  | 2 | 0 | 4 | 6   | 7  | 8  | −1 |
| Heartland FC | 6  | 1 | 2 | 3 | 5   | 5  | 7  | −2 |

| Clubs        | AHL | HEA | ISM | JSK |
| ------------ | --- | --- | --- | --- |
| Al-Ahly      |     | 2-1 | 2-1 | 1-1 |
| Heartland FC | 1-1 |     | 2-1 | 1-1 |
| Ismaily SC   | 4-2 | 1-0 |     | 0-1 |
| JS Kabylie   | 1-0 | 1-0 | 1-0 |     |

## Halve finale
De heenwedstrijden werden op 3 oktober gespeeld, de terugwedstrijden op 16 en 17 oktober.
| Team 1     | Tot.    | Team 2                      | 1e wedstr. | 2e wedstr. |
| ---------- | ------- | --------------------------- | ---------- | ---------- |
| Al-Ahly    | 2-2 (u) | Espérance Sportive de Tunis | 2-1        | 0-1        |
| TP Mazembe | 3-1     | JS Kabylie                  | 3-1        | 0-0        |

|                            |                    |        |                             |                                                   |
| 3 oktober 2010 19:30 UTC+2 | Al-Ahly            | 2-1    | Espérance Sportive de Tunis | Cairo Stadium, Caïro Scheidsrechter: El Raay Adel |
| 3 oktober 2010 19:30 UTC+2 | Fadl 38' Fathy 68' | Report | Darragi 72'                 | Cairo Stadium, Caïro Scheidsrechter: El Raay Adel |

|                             |                             |        |         |                                                        |
| 17 oktober 2010 19:15 UTC+1 | Espérance Sportive de Tunis | 1-0    | Al-Ahly | Stade 7 November, Rades Scheidsrechter: Joseph Lamptey |
| 17 oktober 2010 19:15 UTC+1 | Eneramo 1'                  | Report |         | Stade 7 November, Rades Scheidsrechter: Joseph Lamptey |

|                            |                               |        |              |                                                             |
| 3 oktober 2010 15:30 UTC+2 | TP Mazembe                    | 3-1    | JS Kabylie   | Stade de la Kenya, Lubumbashi Scheidsrechter: Diatta Badara |
| 3 oktober 2010 15:30 UTC+2 | Kaluyituka 6' 89' Kasongo 85' | Report | Yaâlaoui 69' | Stade de la Kenya, Lubumbashi Scheidsrechter: Diatta Badara |

|                             |            |     |            |                                                             |
| 16 oktober 2010 20:15 UTC+1 | JS Kabylie | 0-0 | TP Mazembe | Stade 1er Novembre, Tizi Ouzou Scheidsrechter: Jerome Damon |
| 16 oktober 2010 20:15 UTC+1 | Report     |     |            | Stade 1er Novembre, Tizi Ouzou Scheidsrechter: Jerome Damon |

## Finale
| Team 1     | Tot. | Team 2                      | 1e wedstr. | 2e wedstr. |
| ---------- | ---- | --------------------------- | ---------- | ---------- |
| TP Mazembe | 6-1  | Espérance Sportive de Tunis | 5-0        | 1-1        |

### Eerste wedstrijd
|                                  |                                                        |         |                    |                                                                                          |
| 31 oktober 2010 15:30 uu (UTC+2) | TP Mazembe                                             | 5 – 0   | Espérance Sportive | Stade de la Kenya, Lubumbashi Toeschouwers: 50.000 Scheidsrechter: Kokou Djaoupe ( Togo) |
| 31 oktober 2010 15:30 uu (UTC+2) | Ngandu 19' 75' Kaluyituka 45' (pen.) Singuluma 55' 59' | Verslag |                    | Stade de la Kenya, Lubumbashi Toeschouwers: 50.000 Scheidsrechter: Kokou Djaoupe ( Togo) |

### Tweede wedstrijd
|                                    |                    |       |            |                                                                       |
| 13 november 2010 18:00 uur (UTC+1) | Espérance Sportive | 1 – 1 | TP Mazembe | Stade 7 Novembre, Rades Scheidsrechter: Daniel Bennett ( Zuid-Afrika) |
| 13 november 2010 18:00 uur (UTC+1) |                    |       |            | Stade 7 Novembre, Rades Scheidsrechter: Daniel Bennett ( Zuid-Afrika) |

Afrikaanse beker der kampioenen: 1964 · 
1966 · 1967 · 
1968 · 1969 · 
1970 · 1971 · 
1972 · 1973 · 
1974 · 1975 · 
1976 · 1977 · 
1978 · 1979 · 
1980 · 1981 · 
1982 · 1983 · 
1984 · 1985 · 
1986 · 1987 · 
1988 · 1989 · 
1990 · 1991 · 
1992 · 1993 · 
1994 · 1995 · 
1996
CAF Champions League: 1997 · 
1998 · 1999 · 
2000 · 2001 · 
2002 · 2003 · 
2004 · 2005 · 
2006 · 2007 · 
2008 · 2009 · 
2010 · 2011 · 
2012 · 2013 · 
2014 · 2015 ·
2016 · 2017 ·
2018 · 2018/19